# 恋瀬川
恋瀬川（こいせがわ）は、茨城県を流れる川。八郷盆地北部の筑波山地板敷峠付近を水源とし、南東に流れて、霞ヶ浦に注ぐ。
流域には古代からの遺跡が多く残されている。また河口近郊には常陸国府がおかれ、常陸国風土記にも「志筑川（しづくがわ）」という名称で表記されている。
読み仮名が5文字であり、「恋」がつくことから、中村美律子や八代亜紀の演歌のタイトルにも使用されている。

## 概要
筑波大学の藪崎志穂らの研究によると、2005年（平成17年）11月27日の調査では水温12.6℃、EC11.9μS/cm、pH7.44、COD5、流量2.32m3/secであった。霞ヶ浦に流入する河川の中では、桜川と並んで流量が大きい。流域面積212.6km2の内訳は、森林が123.6km2、畑作地が39.3km2、稲作地が26.7km2、市街地が22.0km2などとなっている。
『常陸国風土記』の茨城郡の項には、「郡（こおり）より西南のかた近く河間（かわ）あり。信筑（しずく）の川と謂う。源は筑波の山より出で、西より東に流れ、郡の中を経歴（へめぐ）りて、高浜の海に入る」と記されている。風土記の記述では水源が筑波山とされたが、実際には筑波山地の板敷峠付近を水源とする。

## 河川名
奈良時代には「志筑の川」、鎌倉時代には「市川」、江戸時代には「鯉川」・「表川」と呼ばれていた。また、江戸時代に下流では「中津川」という名前であった。
恋瀬川の名は続後拾遺和歌集所収の大江政国女の短歌「恋瀬川 浮名を流す 水上も 袖にたまらぬ 涙なりけり」などに見られる。河川名の由来には諸説ある。
- 江戸時代の名「鯉川」は「国府川」（こうがわ）の訛であり、国府川が「国府瀬川」（こうせがわ）となり、「恋瀬川」となった（『石岡市史』説）[8]。
- 源流部にある足尾山の別名が小泊瀬（おはっせ・こはっせ）山であり、小泊瀬山から流れる川の意味で「小泊瀬川」となり、転訛して「恋瀬川」となった（『八郷町史』説）[9]。
- 「小泊瀬川」を「小汨瀬川」と誤認し、「小汨瀬川」を「こいっせがわ」と読み、「恋瀬川」の漢字が充てられた（鈴木健の説）[10]。
- 加波山神社由来によれば「天祖天照大神が高天原に五穀の種子を得させられ、之を天の狭田天の長田にお植えになり、耕作の道をおさとしになられた、古事をしのびいつの時代か郷人達伊勢に詣で御分霊を苔むす加波の水源を探って祭り、五穀豊作水量豊富を祈念し、小伊勢神社として御神徳を仰ぐこと久しかった。中古大江政国令嬢この山に登った時の和歌より今の文字を用いることになる。」（『霊峰加波山』昭和40年7月　139ページ恋瀬神社と恋瀬川より）

## 生物
上流では、カジカ、中流ではギバチ・オイカワ・ホトケドジョウが棲息する。

## 支流
- 川又川
  - 小桜川
- 天の川
  - 中根川
  - 雪入川
    - 天王川
      - 逆川
- 山王川
- 小倉川
- 小川
- 太田川

## 橋梁

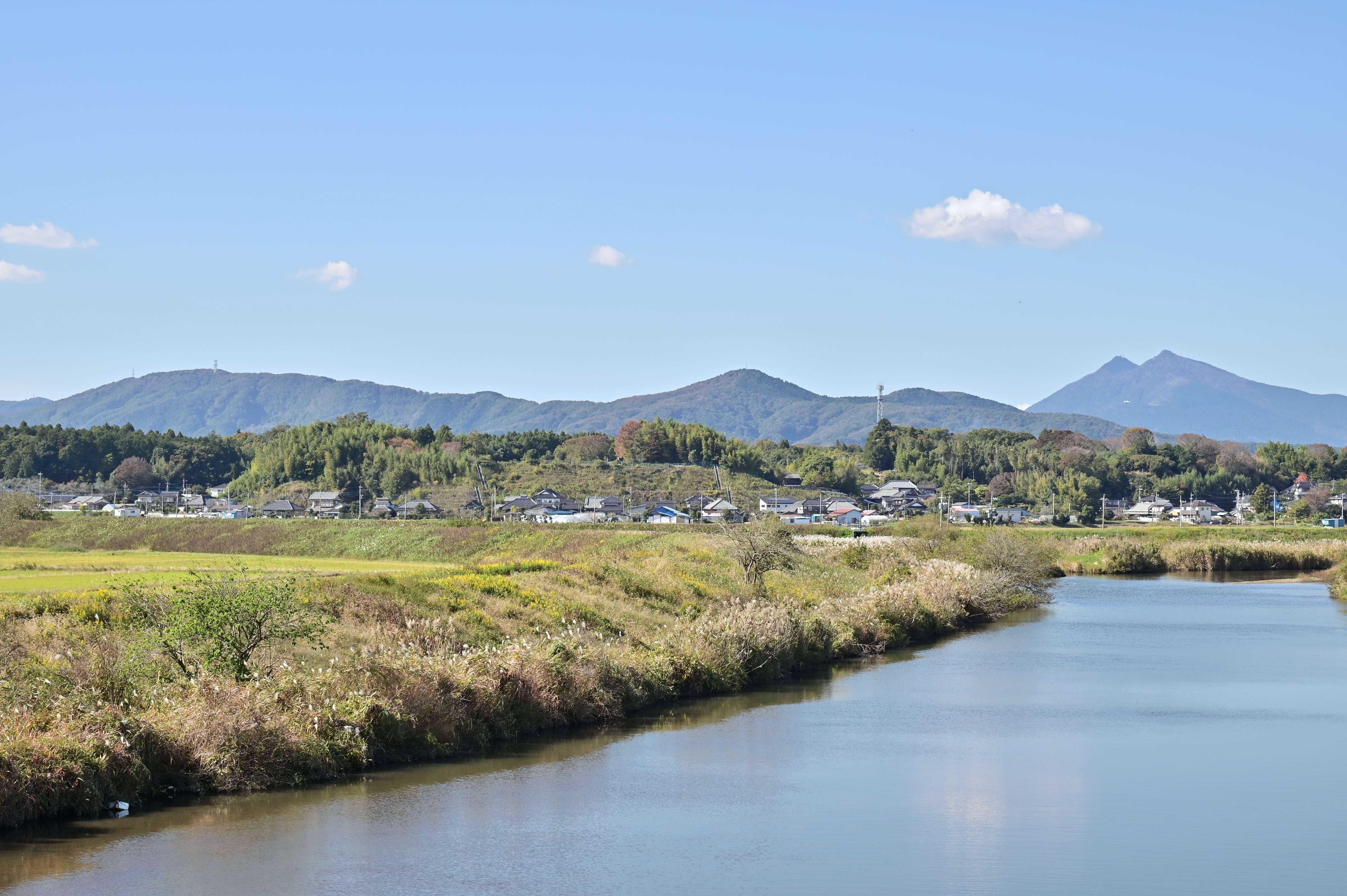
平和橋から見た恋瀬川と筑波山地（2021年11月）

- 茨城県道140号西小塙石岡線
- 高友橋（茨城県道42号笠間つくば線）
- 高安寺橋
- 下川橋（茨城県道7号石岡筑西線）
- 八貝橋
- 折戸橋
- 八反田橋
- ふるさと橋
- 五輪堂橋
- 粟田橋
- 人喰橋
- 恋瀬川橋（常磐自動車道）
- 府中橋（茨城県道138号石岡つくば線）
- 恋瀬橋（国道6号）
- 平和橋（茨城県道221号飯岡石岡線）
- 恋瀬川橋梁（常磐線）
- 愛郷橋（茨城県道118号石岡田伏土浦線）